# Зюзинское (сельское поселение)
Зюзинское — упразднённое муниципальное образование со статусом сельского поселения в Шарканском районе Удмуртии Российской Федерации.
Административный центр — село Зюзино.
Законом Удмуртской Республики от 28 апреля 2021 года № 36-РЗ упразднено в связи с преобразованием Шарканского района в муниципальный округ.

## История
Статус и границы сельского поселения установлены Законом Удмуртской Республики от 13 апреля 2005 года № 11-РЗ «Об установлении границ муниципальных образований и наделении соответствующим статусом муниципальных образований на территории Шарканского района Удмуртской Республики».

## Население
| 2010 | 2012 | 2013 | 2014 | 2015 | 2016 | 2017 |
| ---- | ---- | ---- | ---- | ---- | ---- | ---- |
| 943  | ↘903 | ↘877 | ↘855 | ↘813 | ↘792 | ↘776 |
| 2018 | 2019 | 2020 |      |      |      |      |
| ↘747 | ↘706 | ↘687 |      |      |      |      |

## Состав сельского поселения
| №  | Населённый пункт | Тип населённого пункта       | Население |
| -- | ---------------- | ---------------------------- | --------- |
| 1  | Байкей           | деревня                      | ↘110      |
| 2  | Бегенвыль        | починок                      | ↗12       |
| 3  | Богданово        | деревня                      | ↗9        |
| 4  | Гырдымово        | деревня                      | ↘3        |
| 5  | Дырдашур         | деревня                      | →67       |
| 6  | Зюзино           | село, административный центр | ↘486      |
| 7  | Петухи           | починок                      | ↗10       |
| 8  | Сильшур          | деревня                      | →49       |
| 9  | Суроны           | деревня                      | →29       |
| 10 | Усково           | деревня                      | ↘32       |
| 11 | Ягвайдур         | деревня                      | ↘96       |